# Holly Dolly
Хо́лли До́лли (Holly Dolly) — итальянская анимированная антропоморфная поющая ослица. Была создана для распространения рингтонов фирмы Jamba!, подобно Crazy Frog. Первая её песня была выпущена в 2006 году и называлась «Dolly Song». Песня представляла собой отрывок из польки Евы.
Холли Долли принадлежала компании Ipnotika, с 2006 по 2008 год активно продвигалась как виртуальный певец, перепевая детские песни вроде Lollipop. Веб-сайт Долли был удален в 2008 году по неизвестным причинам. Вероятно, проект был навсегда оставлен. Сейчас проект уже неактивен..

## Дискография

### Альбомы
| Год  | Название           | Чарты |
| Год  | Название           | FR    |
| ---- | ------------------ | ----- |
| 2007 | Pretty Donkey Girl | 152   |

### Синглы
| Год  | Название                   | Чарты | Чарты | Чарты | Чарты | Чарты | Чарты | Чарты | Чарты |
| Год  | Название                   | DE    | FR    | NL    | BE Vl | BE Wa | SV    | FI    | DK    |
| ---- | -------------------------- | ----- | ----- | ----- | ----- | ----- | ----- | ----- | ----- |
| 2006 | «Dolly Song (Eva’s Polka)» | 57    | 4     | 81    | 11    | *Tip  | 2     | 11    | 9     |
| 2007 | «Don’t Worry Be Happy»     | —     | —     | —     | —     | —     | 24    | —     | —     |